# オマキザル亜科
オマキザル亜科（オマキザルあか、Cebinae）は、哺乳綱霊長目オマキザル科に分類される亜科。
オマキザル属・フサオマキザル属・リスザル属の3属を含む。オマキザル属・フサオマキザル属はいわゆるオマキザル（英語: capuchin monkey）であり、尾をものに巻き付ける力を持つ。

## 形態
リスザル属を除いて尾をものに巻き付ける力を持ち、オマキザルの和名はその能力に由来する。一方で尾の把握力はクモザル科に比べて劣る。

## 分類
オマキザル（オマキザル属とフサオマキザル属）は2000年代までは同属として扱われていたが、2010年代以降は別属とする考えが主流となっている。リスザル属はオマキザルに最も近縁なグループと考えられている。一方でリスザル属をリスザル亜科Saimirinaeとして区別する説もある。ヨザル亜科やマーモセット亜科を独立した科として扱う場合、オマキザル亜科・リスザル亜科の2亜科で狭義のオマキザル科を構成する。
以下の現生種の分類・和名・英名は、日本モンキーセンター霊長類和名編纂ワーキンググループ（2018）に従う。
- オマキザル属 Cebus
  - Cebus aequatorialis エクアドルシロガオオマキザル Ecuadorian white-fronted capuchin
  - Cebus albifrons シロガオオマキザル White-fronted capuchin
  - Cebus brunneus ブラウンナキガオオマキザル Brown weeper capuchin
  - Cebus capucinus ノドジロオマキザル White-throated capuchin
  - Cebus cesarae セザールシロガオオマキザル Cesar white-fronted capuchin
  - Cebus cuscinus ムクゲオマキザル Shock-headed capuchin
  - Cebus kaapori カアポールオマキザル Ka'apor capuchin
  - Cebus malitiosus サンタマルタシロガオオマキザル Ecuadorian white-fronted capuchin
  - Cebus olivaceus ナキガオオマキザル Weeper capuchin
  - Cebus versicolor コロンビアシロガオオマキザル Colombia white-fronted capuchin
- フサオマキザル属 Sapajus
  - Sapajus apella フサオマキザル Guianan brown capuchin
  - Sapajus cay ズキンオマキザル Hooded capuchin
  - Sapajus flavius ブロンドオマキザル Blonde capuchin
  - Sapajus libidinosus ホオヒゲオマキザル Bearded capuchin
  - Sapajus macrocephalus オオアタマオマキザル Large-headed capuchin
  - Sapajus nigritus クロオマキザル Black-horned capuchin
  - Sapajus robustus カンムリオマキザル Crested capuchin
  - Sapajus xanthosternos キムネオマキザル Yellow-breasted capuchin
- リスザル属 Saimiri
  - Saimiri boliviensis ボリビアリスザル Bolivian squirrel monkey
  - Saimiri oerstedii セアカリスザル Red-backed squirrel monkey
  - Saimiri sciureus コモンリスザル Common squirrel monkey
  - Saimiri ustus キンゴシリスザル Golden-backed squirrel monkey
  - Saimiri vanzolinii クロアタマリスザル Black-headed squirrel monkey

## 人間との関係
ペットとされるほか、実験動物として利用されている。